# 東京鉄道郵便局
東京鉄道郵便局（とうきょうてつどうゆうびんきょく）とは、東京都千代田区丸の内にかつて存在した郵便局である。

## 概要
住所：〒100-0005 東京都千代田区丸の内2-7-2（東京中央郵便局局舎内）
鉄道郵便局は、日本の郵便局の種類の一つで、鉄道事業者に郵便車を運行させてこれに職員が乗務し、鉄道沿線の郵便局から継送される郵便物を輸送するとともに、郵便車内で郵便物をあて先地域別に区分する業務を行っていた。当局はそのうちおもに関東地方周辺の区間を担当した。

### 分局
本局にはおもに管理部門が置かれ、実際の乗務・中継作業の拠点として主要ターミナル駅や分岐駅に分局が設置された。
- 東京駅分局 - 東京都千代田区丸の内1（東京駅構内）
  - 1949年（昭和24年）7月1日開局、1978年（昭和53年）10月2日廃止。
- 汐留分局 - 東京都港区東新橋2（汐留駅付近）
  - 1973年（昭和48年）2月1日開局、汐留輸送センターを経て1986年（昭和61年）10月1日廃止。東京輸送郵便局本局に移行。
- 上野分局 - 東京都台東区上野7（上野駅付近）
  - 1949年（昭和24年）7月1日開局、1982年（昭和57年）11月15日廃止。
- 隅田川分局 - 東京都荒川区南千住4（隅田川駅構内）
  - 1968年（昭和43年）9月25日開局、隅田川輸送センターを経て1986年（昭和61年）10月1日廃止。
- 両国分局 - 東京都墨田区横網1（両国駅付近）
  - 1949年（昭和24年）7月1日開局、1978年（昭和53年）10月2日廃止。
- 新宿分局 - 東京都渋谷区千駄ヶ谷5（新宿駅貨物扱所内）
  - 1949年（昭和24年）7月1日開局、1984年（昭和59年）2月1日廃止。
- 千葉分局 - 千葉県千葉市新千葉1（千葉駅付近）
  - 1949年（昭和24年）7月1日開局、1978年（昭和53年）10月2日廃止。
- 小山分局 - 栃木県小山市城山町3（小山駅構内）
  - 1950年（昭和25年）2月21日開局、1982年（昭和57年）11月15日廃止。
- 羽沢分局 - 神奈川県横浜市神奈川区羽沢（横浜羽沢駅構内）
  - 1979年（昭和54年）10月1日開局。1985年（昭和60年）3月14日廃止。
- 東陽分局 - 東京都江東区東陽4
  - 1978年（昭和53年）10月2日開局、東陽輸送センターを経て1986年（昭和61年）10月1日に廃止。東京輸送郵便局東陽センターに移行。
- 東京空港分局 - 東京都大田区羽田空港2
  - 1984年（昭和59年）2月1日開局、1986年（昭和61年）10月1日廃止。東京輸送郵便局東京空港センターに移行。

## 沿革
- 1903年（明治36年）
  - 4月1日 - 東京を含む11の鉄道郵便局が開設される[1][2]。
  - 12月 - 通信官署官制改正（4日公布、5日官報掲載）に伴い廃止される。業務は所在地一等郵便局が継承[3]。
- 1910年（明治43年）4月1日 - 東京鉄道郵便局（一等郵便局）を東京府東京市日本橋区青物町に開局[1][4]。
  - 線路区域[5]
    - 東京青森線の内東京白河間
    - 宇都宮日光間
    - 東京仙台（水戸経過）線の内東京平間
    - 東京新潟線の内東京横川間
    - 小山高崎線
    - 水戸小山線
    - 東京銚子線
    - 我孫子佐原線
    - 佐倉成田線
    - 千葉大原線
    - 東京伊勢崎線
    - 国分寺川越線
    - 東京神戸線の内東京静岡間
    - 東京長野線の内東京上諏訪間
    - 大船横須賀線
- 1911年（明治44年）5月1日 - 小山高崎線が高崎小山線、水戸小山線が小山水戸線、また東京長野線の内東京上諏訪間が東京塩尻線となる[6]。
- 1912年（大正元年）8月21日 - 千葉木更津線を追加[7]。
- 1913年（大正2年）
  - 6月20日 - 千葉大原線が千葉勝浦線となる[8]。
  - 7月11日 - 下館市塙線を追加[9]。
  - 12月29日 - 取手下館線を追加[10]。
- 1914年（大正3年）
  - 4月1日 - 桐生足尾線を追加[11]。
  - 5月11日 - 神奈川八王子線を追加[12]。
- 1915年（大正4年）
  - 1月15日 - 千葉木更津線が千葉湊線となる[13]。
  - 8月1日 - 東京神戸線の内東京静岡間が東京神戸線の内東京浜松間となる[14]。
- 1916年（大正5年）10月11日 - 千葉湊線が千葉金谷線となる[15]。
- 1917年（大正6年）8月1日 - 千葉金谷線が千葉勝山線となる[16]。
- 1918年（大正7年）8月10日 - 千葉勝山線が千葉館山線となる[17]。
- 1921年（大正10年）
  - 2月1日 - 下館市塙線が下館茂木線となる、また桐生足尾線を削除[18]。
  - 4月1日 - 加島大野線を追加[19]。
  - 6月1日 - 千葉館山線が千葉古川線となる[20]。
- 1922年（大正11年）
  - 9月21日 - 我孫子佐原線が我孫子成田線、佐倉成田線が佐倉佐原線となる[21]。
  - 10月6日 - 神奈川八王子線が横浜八王子線となる[22]。
  - 12月20日 - 千葉古川線が千葉江見線となる[23]。
- 1923年（大正12年）4月6日 - 羽生影森線を追加[24]。
- 1924年（大正13年）
  - 2月19日 - 東京鉄道郵便局が東京市日本橋区青物町から東京市麹町区銭瓶町に移転[25]。
  - 3月31日 - 高崎沼田線を追加[26]。
  - 7月11日 - 千葉江見線が東京江見線、東京銚子線が千葉銚子線となる[27]。
  - 7月25日 - 東京江見線が東京鴨川線となる[28]。
- 1925年（大正14年）
  - 3月11日 - 平出飯田線を追加[29]。
  - 5月1日 - 土浦岩瀬線を追加[30]。
  - 8月1日 - 国府津熱海線を追加[31]。
  - 8月15日 - 水戸大子線を追加[32]。
- 1926年（大正15年）
  - 2月1日 - 横浜八王子線が神奈川八王子線となる[33]。
  - 8月15日 - 羽生影森線が熊谷羽生線及び熊谷影森線となる[34]。
  - 11月20日 - 高崎沼田線が高崎月夜野線となる[35]。
- 1927年（昭和2年）
  - 4月1日 - 千葉勝浦線が千葉興津線となる[36]。
  - 4月17日 - 国分寺川越線を削除[37]。
  - 5月1日 - 加島大野線が加島大河内線となる[38]。
  - 12月15日 - 加島大河内線が甲府加島線となる[39]。
- 1928年（昭和3年）
  - 9月16日 - 東京寄居線を追加[40]。
  - 10月30日 - 高崎月夜野線が高崎湯桧曽線となる[41]。
- 1929年（昭和4年）4月15日 - 千葉興津線が千葉鴨川線となる[42]。
- 1930年（昭和5年）
  - 3月15日 - 大船横須賀線が東京横須賀線となる[43]。
  - 4月16日 - 水戸大子線が水戸東館線となる[44]。
  - 11月16日 - 熊谷影森線が熊谷猪ノ鼻線となる[45]。
- 1931年（昭和6年）
  - 9月1日 - 高崎湯桧曽線が東京新潟線、東京新潟線の内東京横川間が東京直江津線の内東京横川間となる[46]。
  - 10月10日 - 水戸東館線が水戸塙線となる[47]。
  - 11月10日 - 佐倉佐原線が佐倉笹川線となる[48]。
- 1932年（昭和7年）
  - 10月1日 - 神奈川八王子線が横浜八王子線となる[49]。
  - 11月11日 - 水戸塙線が水戸白河線の内水戸棚倉間となる[50]。
- 1933年（昭和8年）
  - 3月11日 - 千葉銚子線が千葉銚子（南廻）線、佐倉笹川線が千葉銚子（北廻）線となる[51]。
  - 8月5日 - 横浜八王子線が横浜八王子線の内横浜町田間となる[52]。
- 1934年（昭和9年）
  - 12月1日 - 東京神戸線の内東京浜松間が東京大阪線の内東京浜松間、国府津熱海線が国府津沼津線となる[53]。
  - 12月4日 - 水戸白河線の内水戸棚倉間が水戸郡山線となる[54]。
- 1935年（昭和10年）
  - 7月28日 - 横浜八王子線の内横浜町田間が神奈川八王子線の内神奈川町田間となる[55]。
  - 11月3日 - 平出飯田線が辰野飯田線となる[56]。
- 1936年（昭和11年）
  - 5月6日 - 組織改正
    - 線路区域[57]
      - 東京青森線の内東京郡山間
      - 小山水戸線
      - 水戸郡山線
      - 下館茂木線
      - 取手下館線
      - 土浦岩瀬線
      - 宇都宮日光線
      - 東京仙台（水戸経過）線の内東京平間
      - 我孫子成田線
      - 東京伊勢崎線
      - 千葉銚子（南廻）線
      - 東京鴨川線
      - 千葉銚子（北廻）線
      - 千葉鴨川線
      - 高崎小山線
      - 東京長岡線
      - 東京直江津線の内東京高崎間
      - 熊谷羽生線
      - 熊谷猪ノ鼻線
      - 東京塩尻線
      - 辰野飯田線
      - 東京横須賀線
      - 東京大阪線の内東京浜松間
      - 神奈川八王子線の内神奈川町田間
      - 国府津沼津線
      - 甲府富士線
      - 東京寄居線

  - 8月1日 - 辰野飯田線が辰野平岡線となる[58]。
- 1937年（昭和12年）
  - 2月1日 - 下館茂木線を削除[59]。
  - 8月1日 - 土浦岩瀬線を削除[60]。
  - 10月1日 - 組織改正
    - 線路区域[61]
      - 東京青森線の内東京郡山間
      - 小山水戸線
      - 水戸郡山線
      - 取手下館線
      - 宇都宮日光線
      - 東京仙台（水戸経過）線の内東京平間
      - 我孫子成田線
      - 東京伊勢崎線
      - 千葉銚子（南廻）線
      - 東京鴨川線
      - 千葉銚子（北廻）線
      - 千葉鴨川線
      - 高崎小山線
      - 東京長岡線
      - 東京直江津線の内東京高崎間
      - 熊谷羽生線
      - 熊谷猪ノ鼻線
      - 東京塩尻線の内東京甲府間
      - 東京横須賀線
      - 東京下関線の内東京名古屋間
      - 神奈川八王子線の内神奈川町田間
      - 国府津沼津線
      - 甲府富士線
      - 東京寄居線
- 1938年（昭和13年）
  - 2月1日 - 取手下館線を削除[62]。
  - 2月16日 - 千葉銚子（南廻）線が東京銚子南廻線、千葉銚子（北廻）線が東京銚子北廻線、東京鴨川線が東京鴨川東廻線、千葉鴨川線が東京鴨川西廻線となる[63]。
- 1939年（昭和14年）4月1日 - 東京小田原線を追加[64]。
- 1940年（昭和15年）4月2日 - 東京鉄道郵便局が東京市麹町区大手町二丁目から東京市麹町区大手町一丁目に移転[65]。
- 1942年（昭和17年）11月15日 - 東京下関線の内東京名古屋間が東京門司線の内東京名古屋間となる[66]。
- 1945年（昭和20年）8月1日 - 組織改正
  - 線路区域[67]
    - 東京青森線の内東京郡山間
    - 小山水戸線
    - 水戸郡山線
    - 宇都宮日光線
    - 東京仙台（水戸経過）線の内東京平間
    - 我孫子成田線
    - 東京伊勢崎線
    - 東京銚子南廻線
    - 東京銚子北廻線
    - 東京鴨川東廻線
    - 東京鴨川西廻線
    - 高崎小山線
    - 東京長岡線の内東京水上間
    - 東京直江津線の内東京高崎間
    - 熊谷羽生線
    - 熊谷荒川線
    - 東京塩尻線の内東京甲府間
    - 東京横須賀線
    - 東京門司線の内東京浜松間
    - 国府津沼津線
    - 甲府富士線
    - 東京寄居線
    - 東京小田原線
- 1948年（昭和23年）8月16日 - 組織改正
  - 線路区域[68]
    - 東京青森線の内東京郡山間
    - 小山水戸線
    - 水戸郡山線
    - 東京仙台（水戸経過）線の内東京平間
    - 東京伊勢崎線
    - 東京銚子南廻線
    - 東京銚子北廻線
    - 東京鴨川東廻線
    - 東京鴨川西廻線
    - 高崎小山線
    - 東京新潟線の内東京水上間
    - 熊谷荒川線
    - 東京塩尻線
    - 東京横須賀線
    - 東京門司線の内東京浜松間
    - 富士甲府線
    - 東京寄居線
    - 東京小田原線
- 1949年（昭和24年）
  - 7月1日 - 組織改正、東京駅分局、上野分局、両国分局及び新宿分局設置
    - 線路区域[69]
      - 東京駅分局
        - 東京門司線の内東京浜松間

      - 上野分局
        - 東京青森線の内東京郡山間
        - 東京仙台（水戸経過）線の内東京平間
        - 小山水戸線
        - 水戸郡山線
        - 高崎小山線
        - 東京新潟線の内東京水上間

      - 両国分局
        - 東京伊勢崎線
        - 東京銚子北廻線
        - 東京銚子南廻線
        - 東京鴨川東廻線
        - 東京鴨川西廻線

      - 新宿分局
        - 東京塩尻線
        - 東京小田原線
        - 東京寄居線
        - 熊谷荒川線
        - 富士甲府線

  - 9月15日 - 上野分局所掌に宇都宮日光線及び下館茂木線を追加[70]。
- 1950年（昭和25年）
  - 2月21日 - 組織改正、小山分局及び積替駐在設置
    - 線路区域及び積替駐在[71]
      - 東京駅分局
        - 東京門司線の内東京浜松間
        - 東京

      - 上野分局
        - 東京青森線の内東京郡山間
        - 東京仙台（水戸経過）線の内東京平間
        - 東京新潟線の内東京水上間
        - 水戸郡山線
        - 上野

      - 両国分局
        - 東京伊勢崎線
        - 東京銚子（北廻）線
        - 東京銚子（南廻）線
        - 東京鴨川（東廻）線
        - 東京鴨川（西廻）線
        - 両国
        - 千葉

      - 新宿分局
        - 東京塩尻線
        - 東京小田原線
        - 東京寄居線
        - 熊谷荒川線
        - 富士甲府線
        - 新宿

      - 小山分局
        - 小山水戸線
        - 高崎小山線
        - 宇都宮日光線
        - 下館茂木線
        - 小山

  - 3月12日 - 東京鉄道郵便局が東京市中央区日本橋両国から東京市千代田区丸の内二丁目に移転[72]。
- 1954年（昭和29年）4月16日 - 下館茂木線を削除[73]。
- 1964年（昭和39年） - 東京駅地区の鉄道小荷物輸送合理化・上野駅の混雑緩和のため、長距離の小荷物・郵便列車が汐留駅（東海道線方面）・隅田川駅（高崎・東北線方面）発着に移行することとなる[74]。
- 1968年（昭和43年）9月25日 - 隅田川分局設置[75]。
- 1973年（昭和48年）2月1日 - 汐留分局設置[76]。
- 1978年（昭和53年）10月2日 - 郵便車連結列車の削減により東京駅分局、両国分局、千葉分局を廃止[77][78]。東陽分局を設置[77][79]。
- 1979年（昭和54年）10月1日 - 羽沢分局設置[80]。
- 1982年（昭和57年）11月15日 - 汐留分局を汐留輸送センターに[81]、隅田川分局を隅田川輸送センターに、東陽分局を東陽輸送センターにそれぞれ改める[82]。上野分局、小山分局を廃止[83]。
- 1984年（昭和59年）2月1日 - 新宿分局を廃止[84]。東京空港分局を設置[85]。
- 1985年（昭和60年）3月14日 - 羽沢分局を廃止[86]。
- 1986年（昭和61年）10月1日 - 東京鉄道郵便局本局、汐留輸送センター、隅田川輸送センター、東陽輸送センター、東京空港分局を廃止[81][87]。汐留輸送センター跡に東京輸送郵便局本局を、東陽輸送センター跡に東京輸送郵便局東陽センターを、東京空港分局跡に東京輸送郵便局東京空港センターを、それぞれ設置[81][88]。
- 1990年（平成2年）8月6日 - 江東区新砂に新東京郵便局及び東京小包郵便局が設置されることに伴い、東京輸送郵便局を廃局[89]。

## 取扱内容
- 鉄道郵便車に乗務し、車内で区分及び郵袋、小包の積み下ろし事務。
- 局舎や駅の郵便室で、郵便物の受け渡し・郵袋や小包の区分事務。